# Recanati
Recanati é uma comuna italiana da região das Marcas, província de Macerata, com cerca de 21.076 habitantes (31/12/2019). Estende-se por uma área de 102 km², tendo uma densidade populacional de 196 hab/km². Faz fronteira com Castelfidardo (AN), Loreto (AN), Macerata, Montecassiano, Montefano, Montelupone, Osimo (AN), Porto Recanati, Potenza Picena.
O grande escritor e poeta Giacomo Leopardi (1798-1837) é daqui originário.

## Demografia
| Variação demográfica do município entre 1861 e 2011                               |
|                                                                                   |
| Fonte: Istituto Nazionale di Statistica (ISTAT) - Elaboração gráfica da Wikipedia |

## Património
- Palácio Leopardi, onde nasceu Giacomo Leopardi e onde passou metade da sua vida